# Bagha-Chall

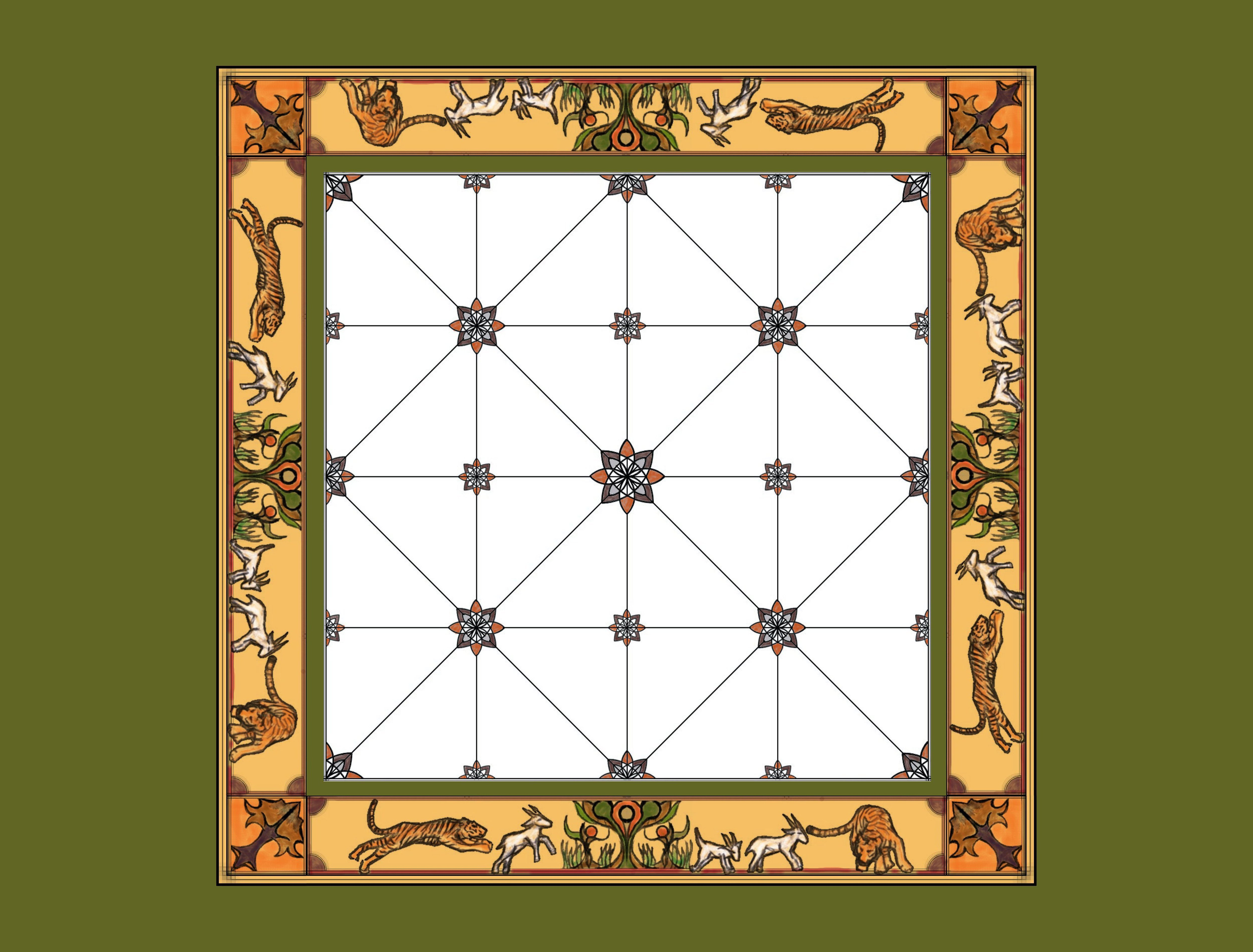
Tabuleiro de Bagha-Chall

Bagha-Chall significa Mudança de Tigres e é o jogo nacional do Nepal.
O jogo é uma batalha de estratégias pela vida e morte entre os espetaculares tigres e as esquivas cabras.
O mais surpreendente neste jogo é que cada parte possui um número diferente de peças e uma condição de jogo diferente, mas ainda assim consegue ser equilibrado. Distinto do xadrez e do jogo de damas, mas contendo elementos destes jogos, as peças são posicionadas nas intersecções das linhas e não nas áreas delimintadas por elas e, movem-se pelas linhas.
Número de jogadores: 2
MATERIAL
- 1 tabuleiro (5x5 = 25 posições possíveis)

- 4 tigres
- 20 cabras

OBJETIVO
- Tigres: devem capturar cinco cabras para vencer.
- Cabras: devem cercar e imobilizar os quatro tigres para vencer a partida.

REGRAS
Os quatro tigres devem ser podicionados um em cada canto do tabuleiro e todas as cabras ficam de fora.
|  |  |  |  |  |
|  |  |  |  |  |
|  |  |  |  |  |
|  |  |  |  |  |
|  |  |  |  |  |

As peças são colocadas nas intersecções das linhas e os movimentos seguem as linhas determinadas no tabuleiro.
As cabras dão o início à partida e a primeira é colocada no tabuleiro ao critério do jogador em qualquer intersecção livre e, na sua vez, os tigres se movimentam um de cada vez em qualquer intersecção adjacente. Os movimentos são alternados entre os jogadores.
Os tigres capturam as cabras pulando sobre elas para uma posição adiante que esteja livre (como no jogo de damas).
As cabras não podem se movimentar até que todas as vinte tenham entrado no tabuleiro.
Os tigres devem se movimentar seguindo as seguintes regras:
1. Podem capturar as cabras em qualquer momento após o início da partida.
2. Devem capturar uma cabra sempre que for possível.
3. Podem capturar apenas uma cabra por vez.
4. Devem pular sobre uma cabra em qualquer direção desde que, o pulo seja para uma intersecção adjacente seguindo qualquer uma das linhas que partem da posição em que estavam para capturá-las.
5. Não podem pular sobre outros tigres.
6. Não podem capturar as cabras com movimento para trás.

As cabras devem se movimentar seguindo as seguintes regras:
1. Devem sair do jogo quando capturadas.
2. Não podem pular sobre os tigres ou sobre outras cabras.
3. Só poderão movimentar-se após as vinte cabras terem entrado no tabuleiro.

## Fabricantes
O jogo Bagha-Chall é fabricado, entre outras, pelas empresas brasileiras Mitra e Origem.  A L. P. Septímio o produz sob o nome de "Cordeiros e Tigres".